# 新江口站
新江口站（日语：／ Shin-Eguchi eki */?）是位於新潟縣新發田市江口，日本國有鐵道（國鐵）的赤谷線車站（廢站）。隨著赤谷線廢線，車站在1984年（昭和59年）4月1日廢除。

## 歷史
- 1963年（昭和38年）11月15日 - 此站啟用[1]。當時為無人車站。
- 1984年（昭和59年）4月1日 - 車站廢除[1]。

## 車站構造
截至車站廢除前，車站是一座地面車站，設有1面1線的單式月台。此站是無人車站。

## 車站周邊
- 江口村落（車站名稱取自該村落，但是為了區分德島線的江口站，加此冠上了「新」字。）
- 米倉村落

## 相鄰車站
日本國有鐵道
赤谷線
五十公野－新江口－米倉

## 注腳
1. 1 2 3 4  石野哲（編）. . JTB. 1998: 566. ISBN 978-4-533-02980-6 （日语）.